# Taksówka
Taksówka – środek transportu miejskiego, licencjonowany samochód osobowy do wynajęcia wraz z kierowcą, niemający z góry określonych tras przejazdu.
Według polskiego prawa o ruchu drogowym jest to pojazd samochodowy, odpowiednio wyposażony i oznaczony, przeznaczony do przewozu osób w liczbie nie większej niż 9 (łącznie z kierowcą) oraz ich bagażu podręcznego za opłatą ustaloną na podstawie taksometru (lub zalegalizowanej aplikacji).
Służy do świadczenia nieregularnych usług przewozowych, pasażerskich lub pasażersko-towarowych, zazwyczaj stosunkowo niewielkiej odległości, w granicach miasta lub jego okolic. W wielu krajach świata taksówki miejskie dla łatwego wyróżnienia malowane są na jednolity kolor, np. w Wielkiej Brytanii czarny, w Niemczech kremowy, w Hongkongu czerwony, w USA i państwach Azji żółty. W Polsce dopuszczalne jest stosowanie różnych kolorów.
Ze względu na intensywną eksploatację samochody kupowane z przeznaczeniem na taksówki mogą mieć specjalną konstrukcję lub ograniczenia gwarancyjne. Osoba trudniąca się świadczeniem takich usług to taksówkarz.

## Galeria

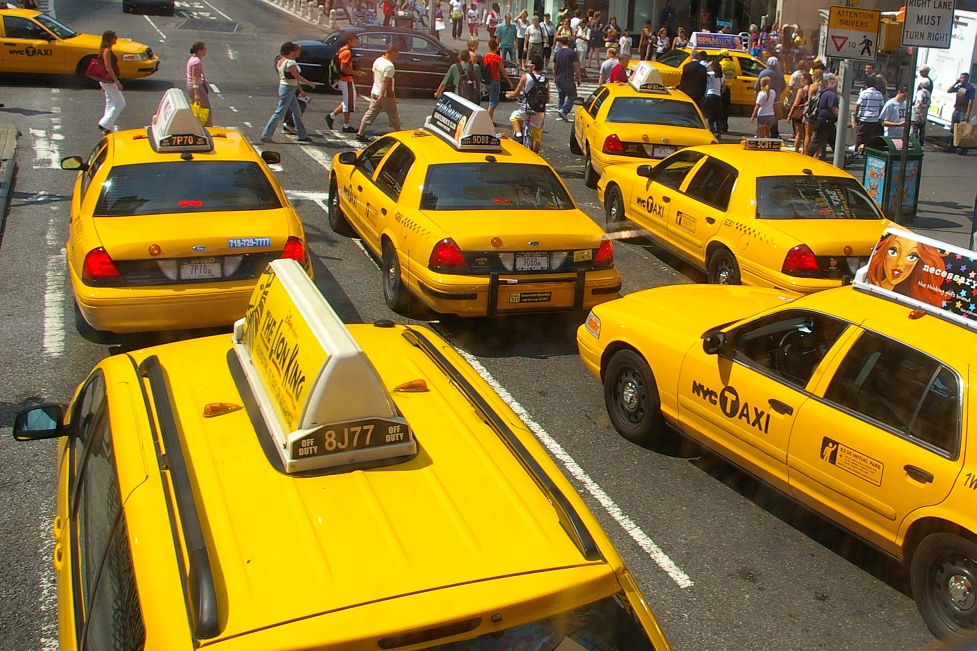
Taksówki w Nowym Jorku
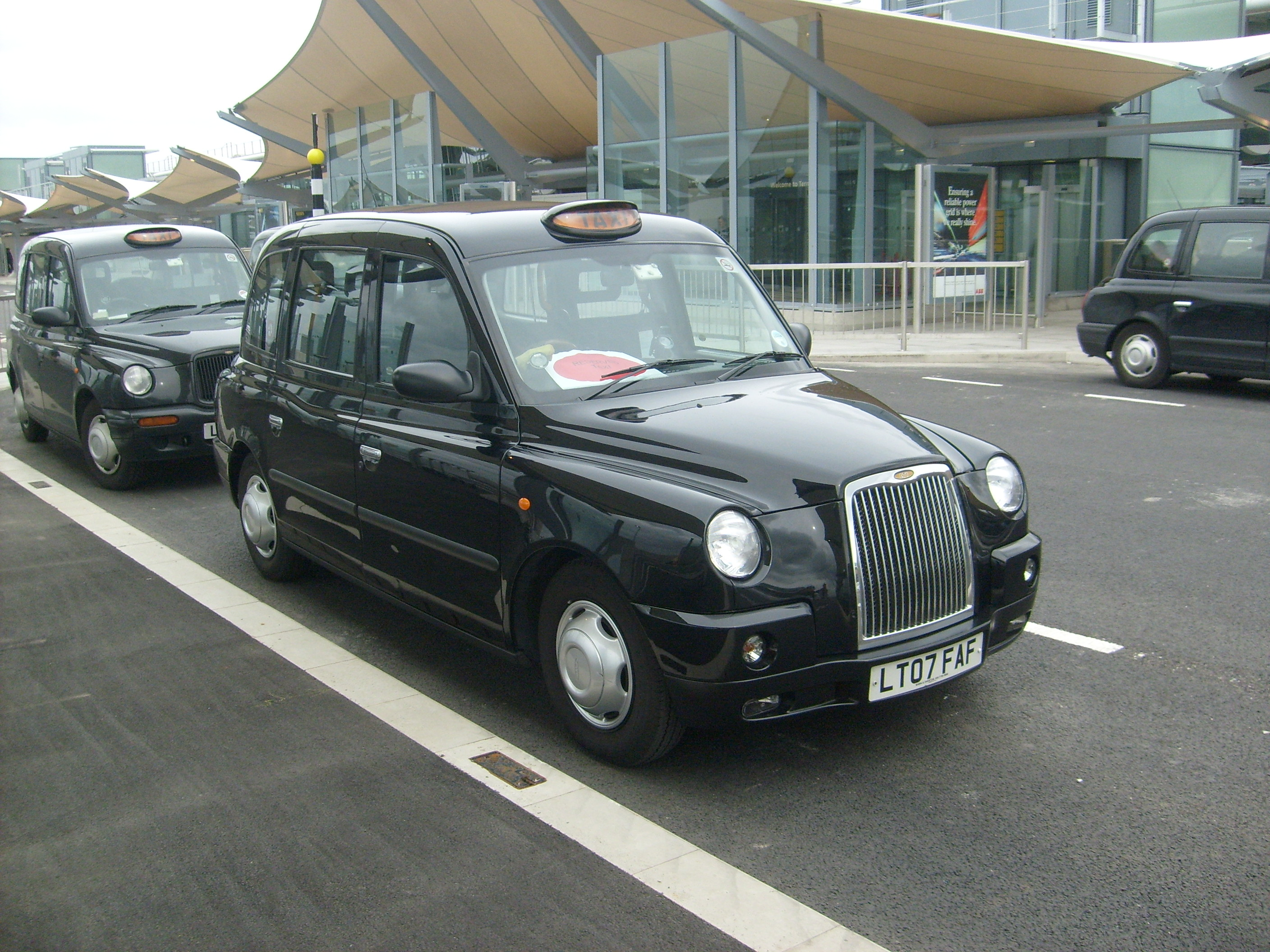
Taksówka w Londynie
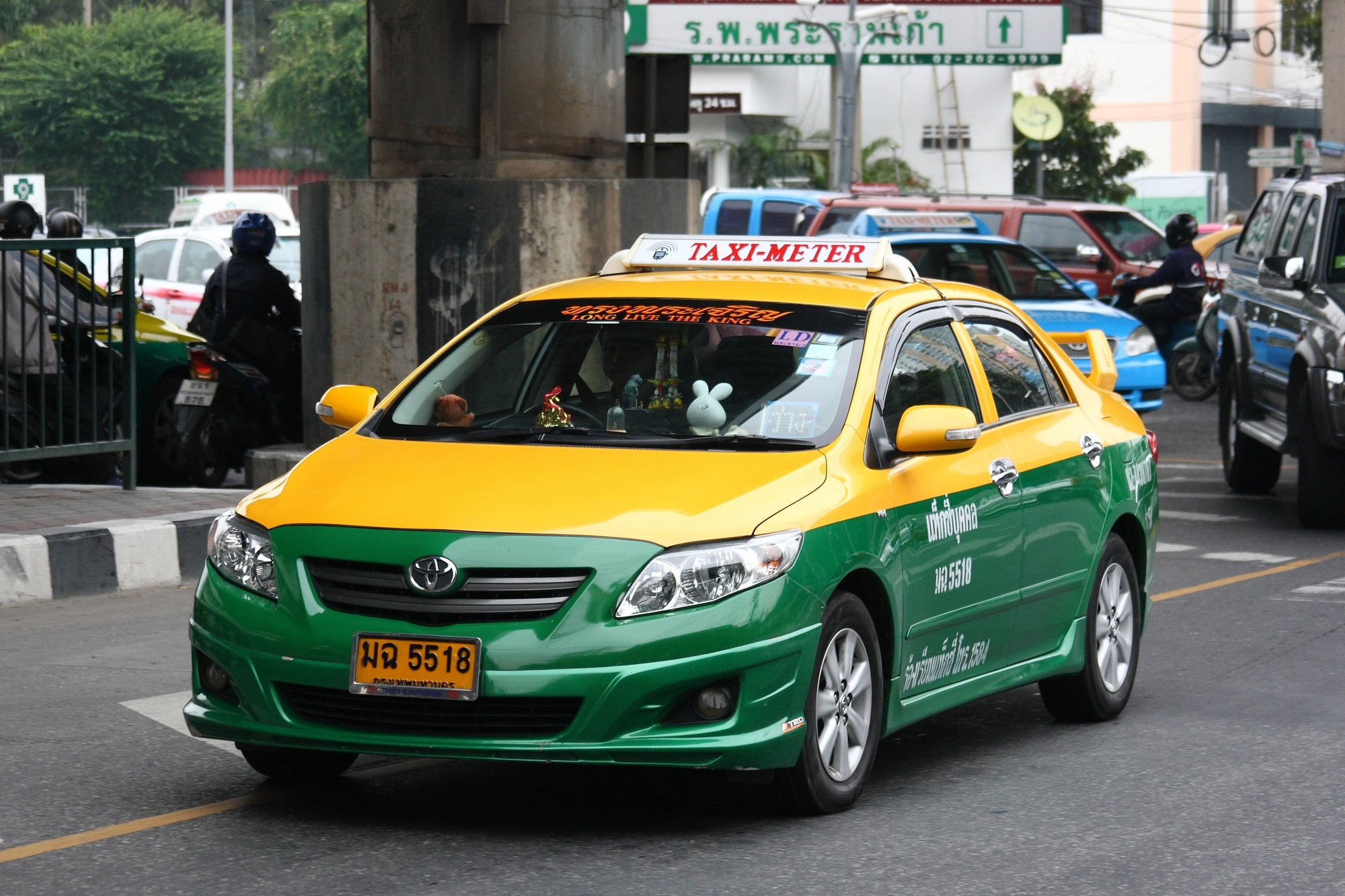
Taksówka w Bangkoku
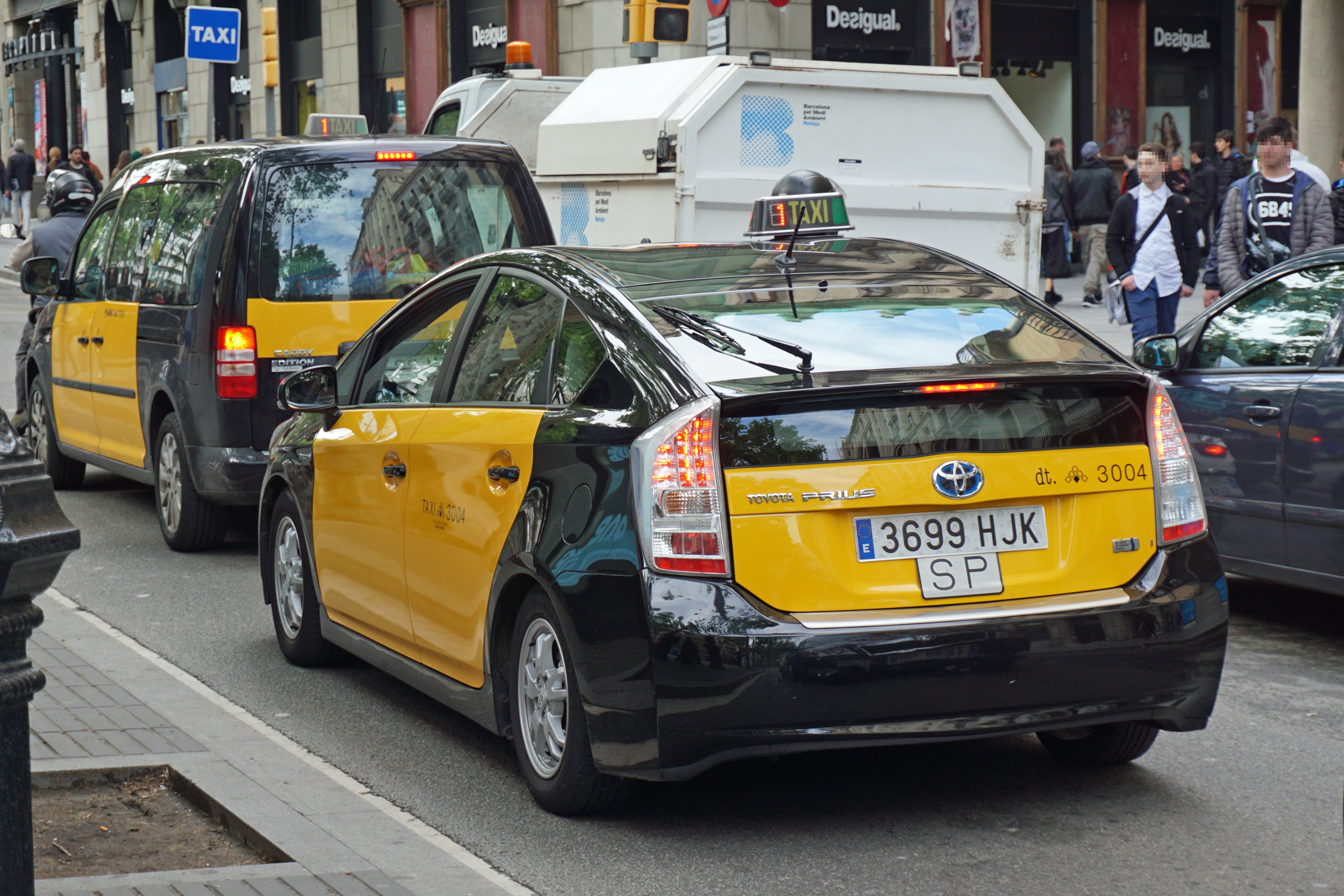
Taksówka w Barcelonie
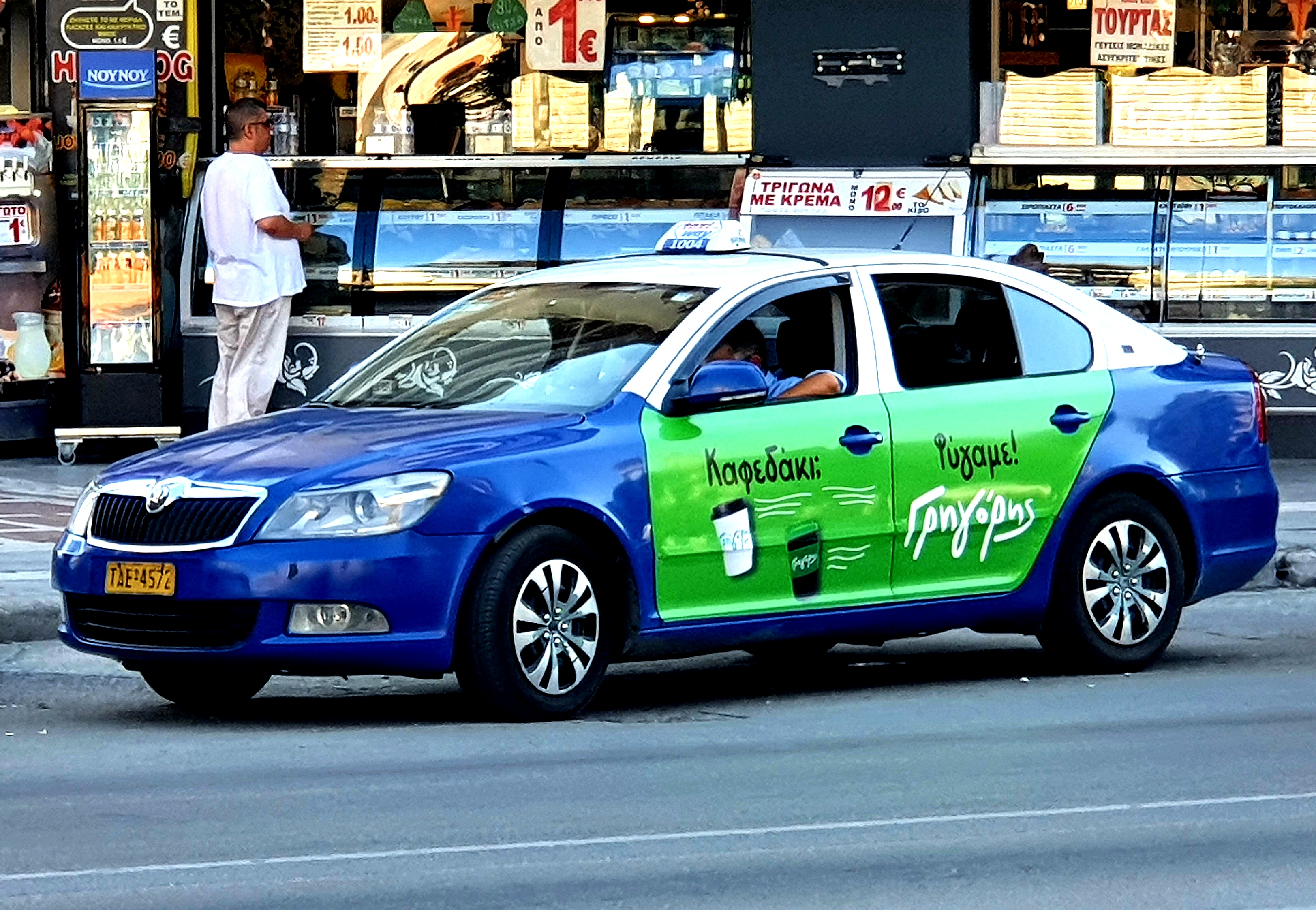
Taksówka w Salonikach
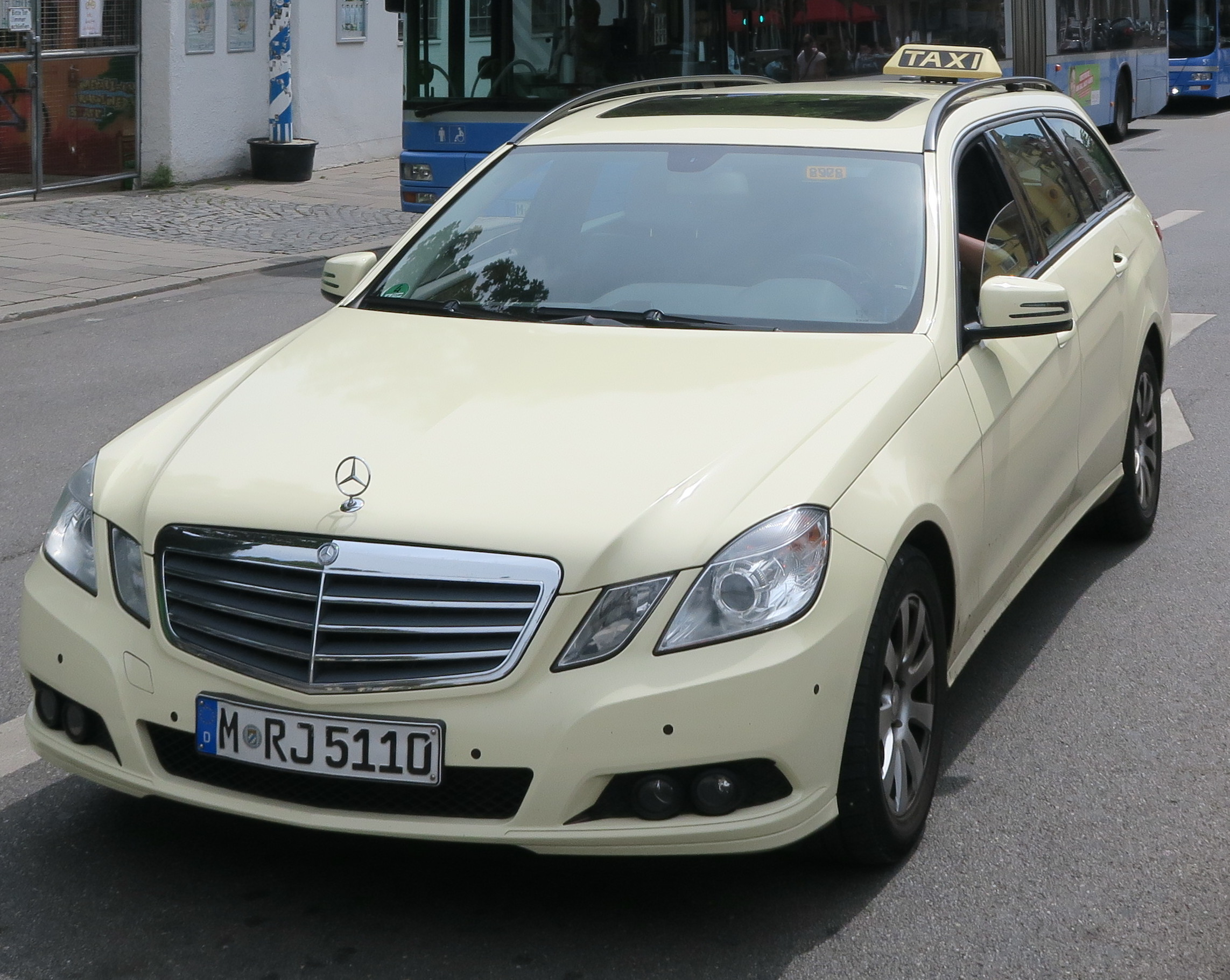
Taksówka w Monachium
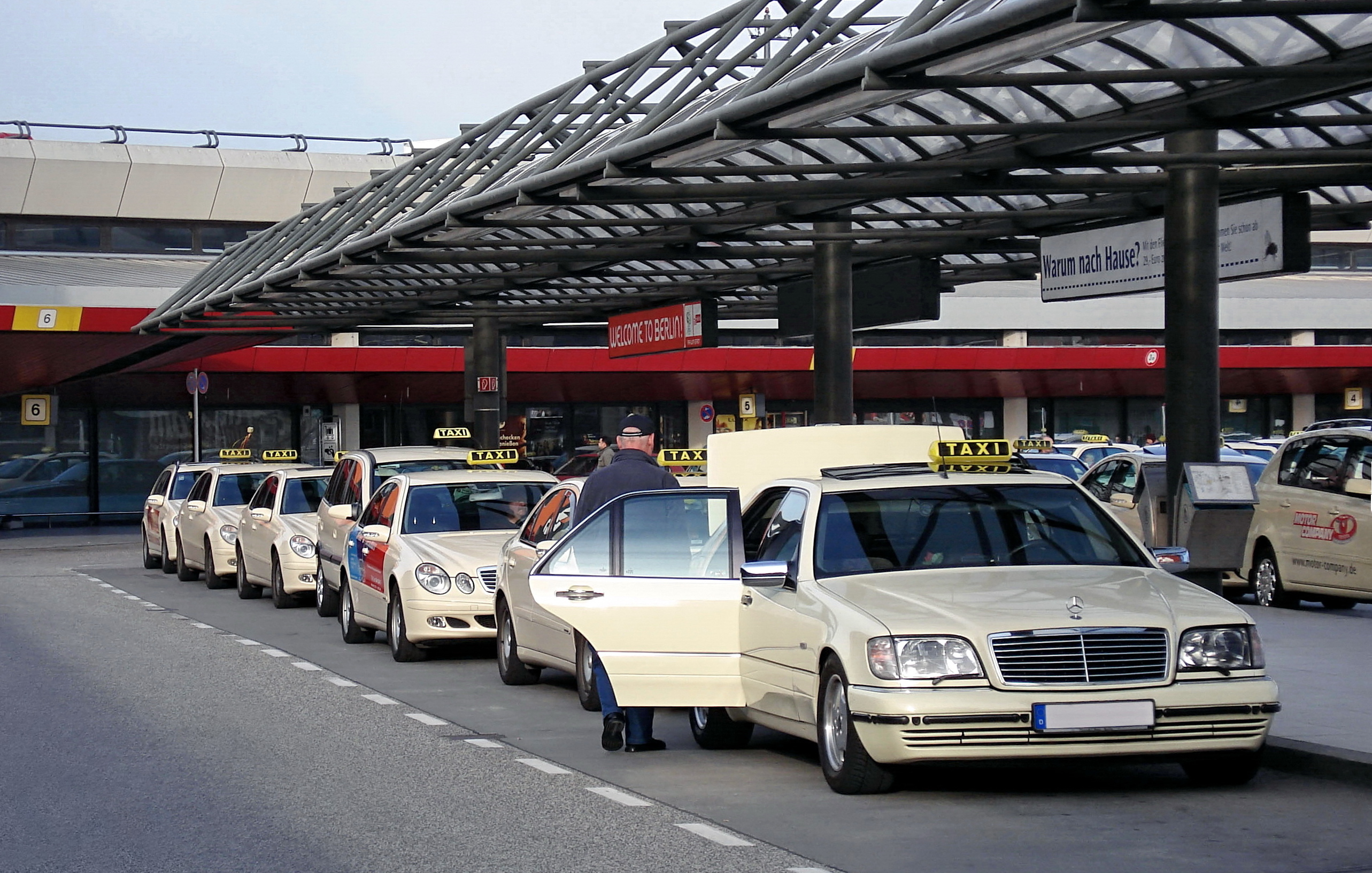
Taksówki w Berlinie
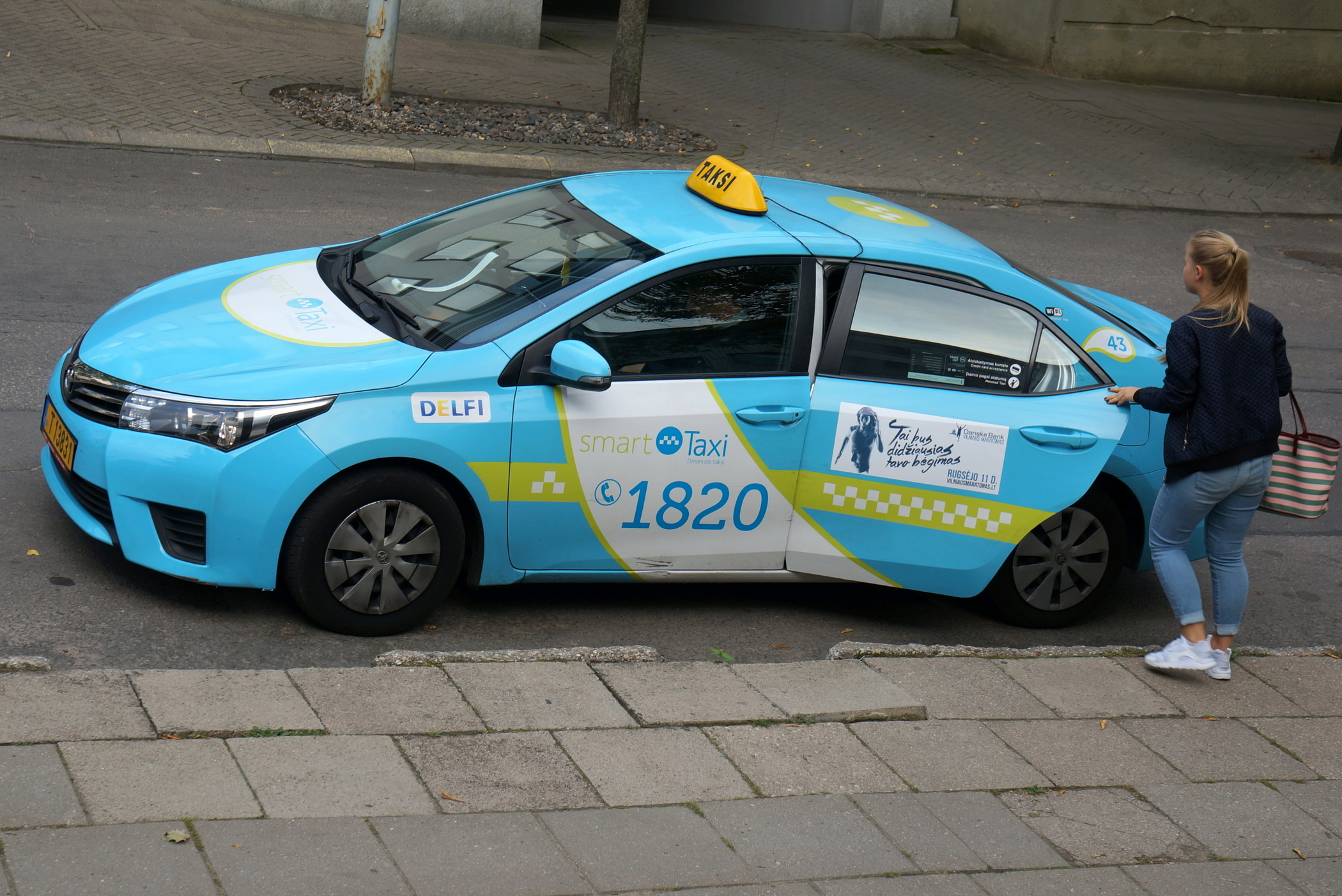
Taksówka w Wilnie
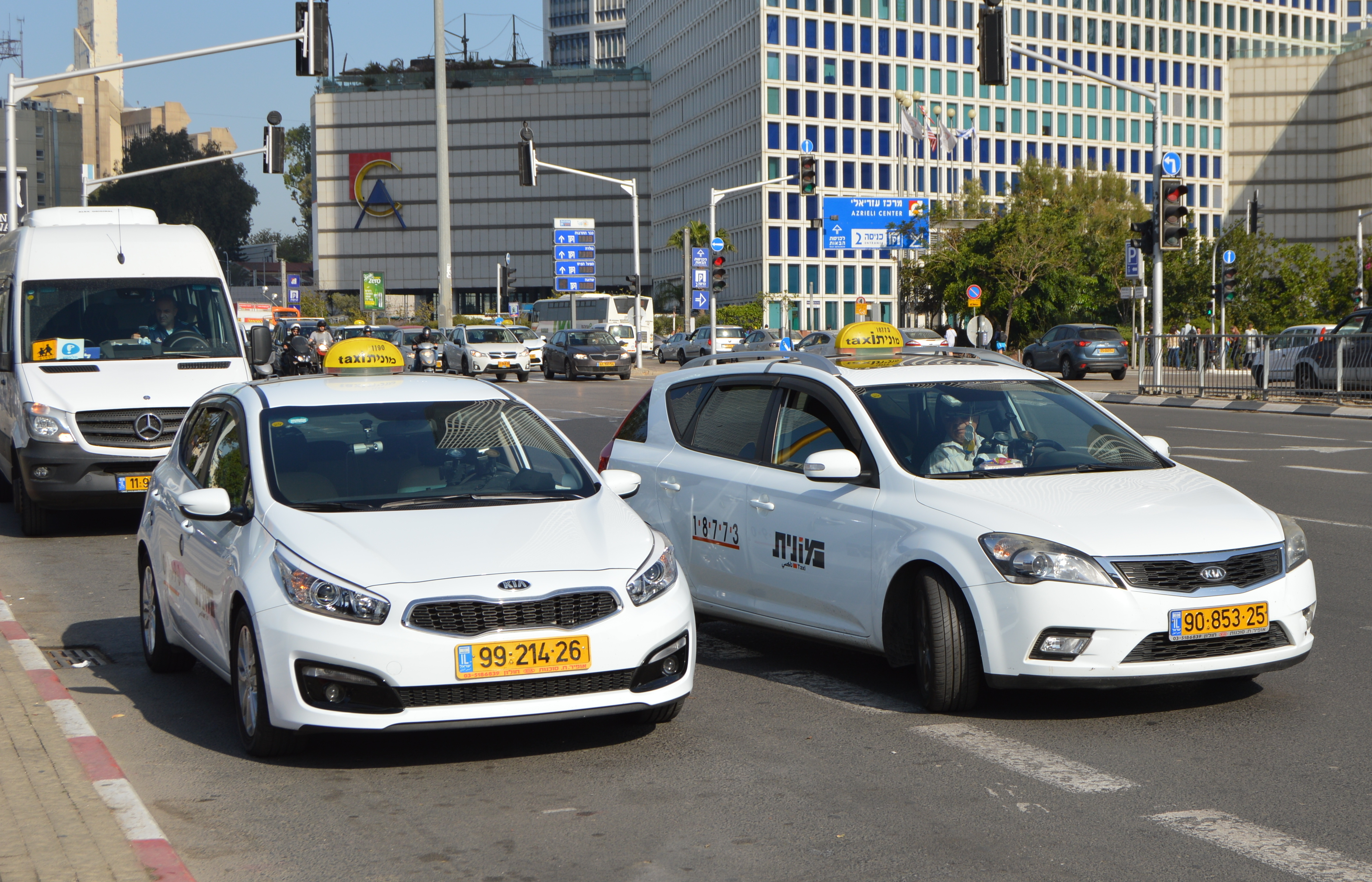
Taksówki w Tel Awiwie
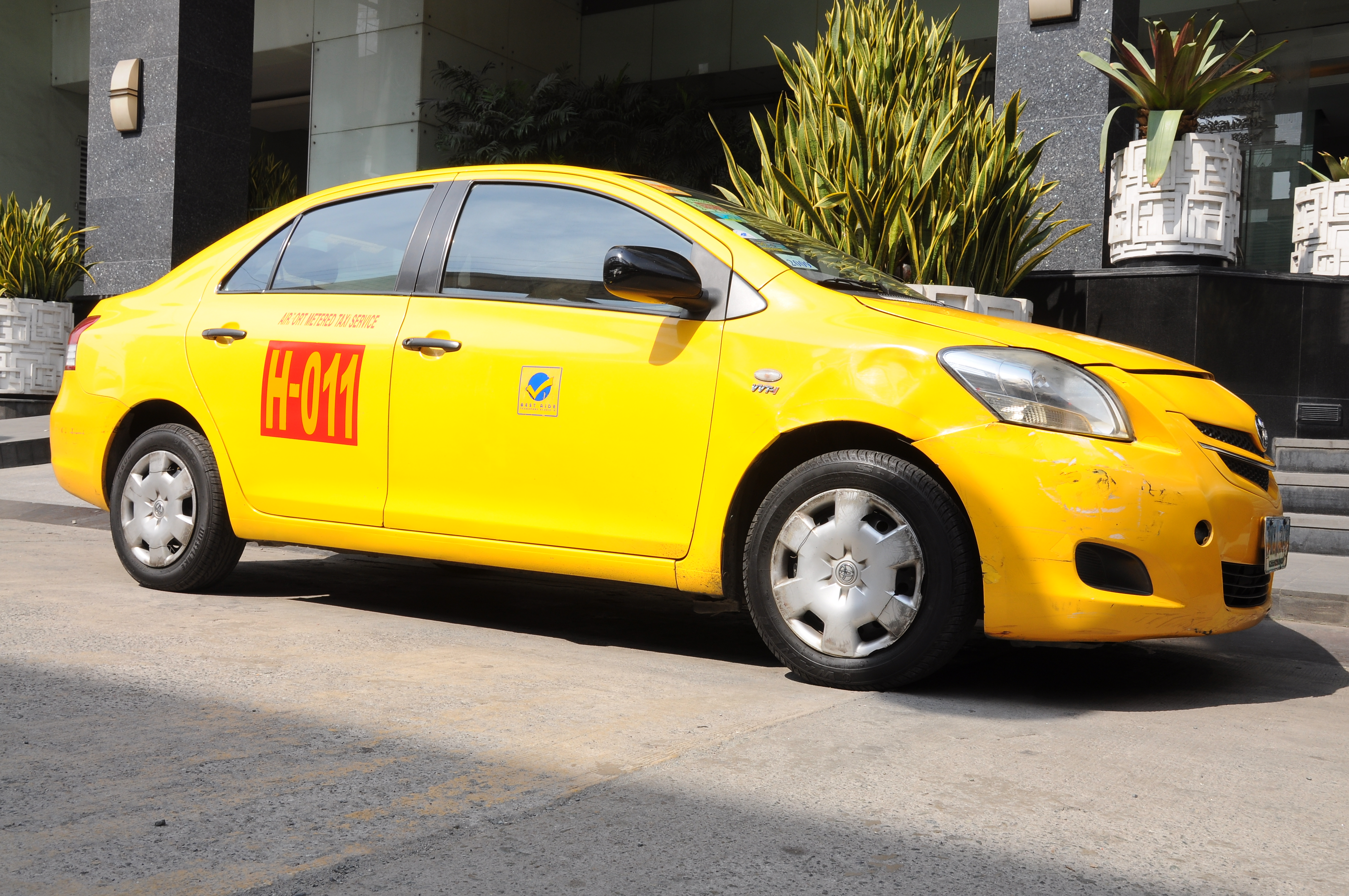
Taksówka na Filipinach
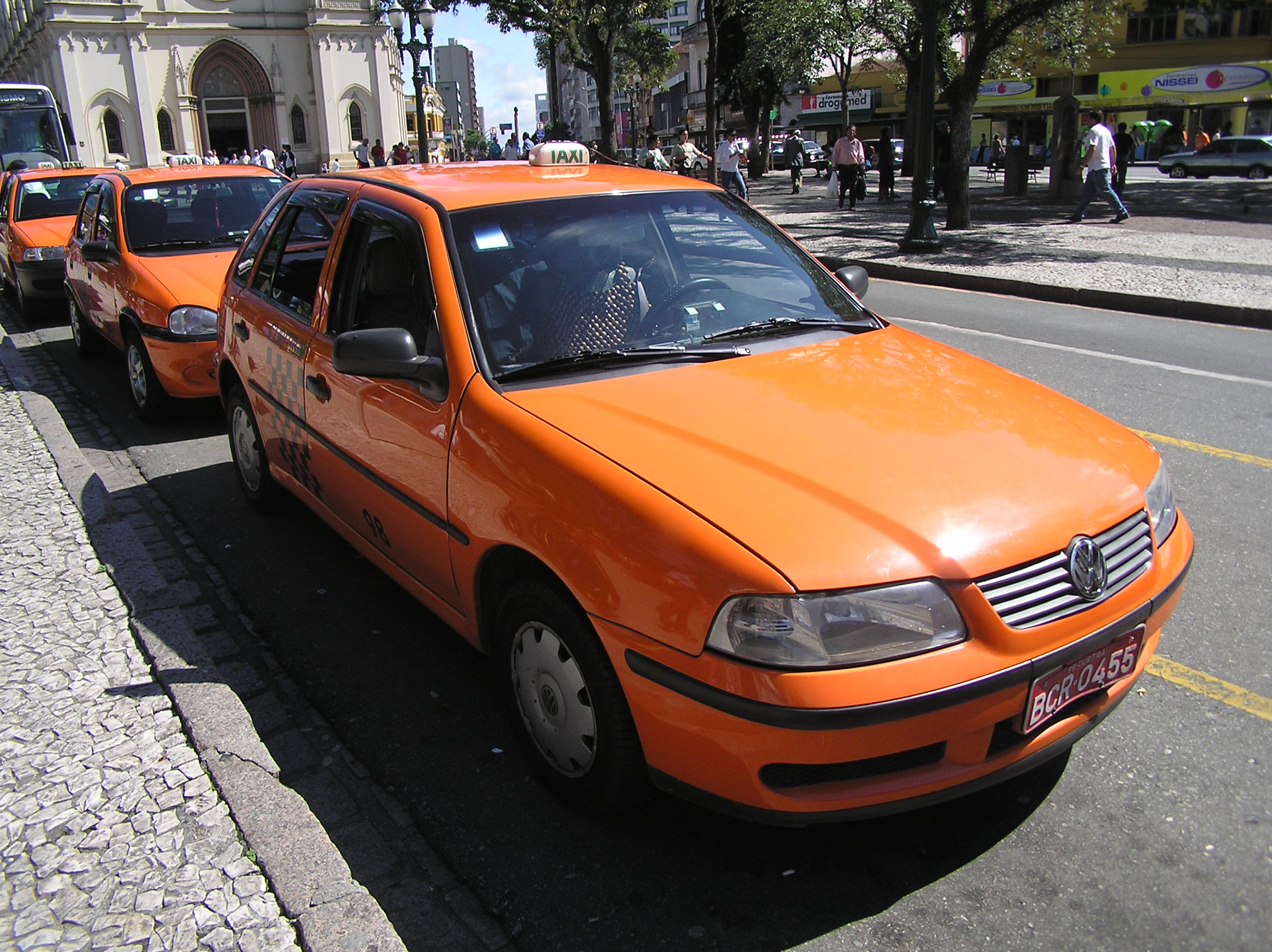
Taksówki w Brazylii
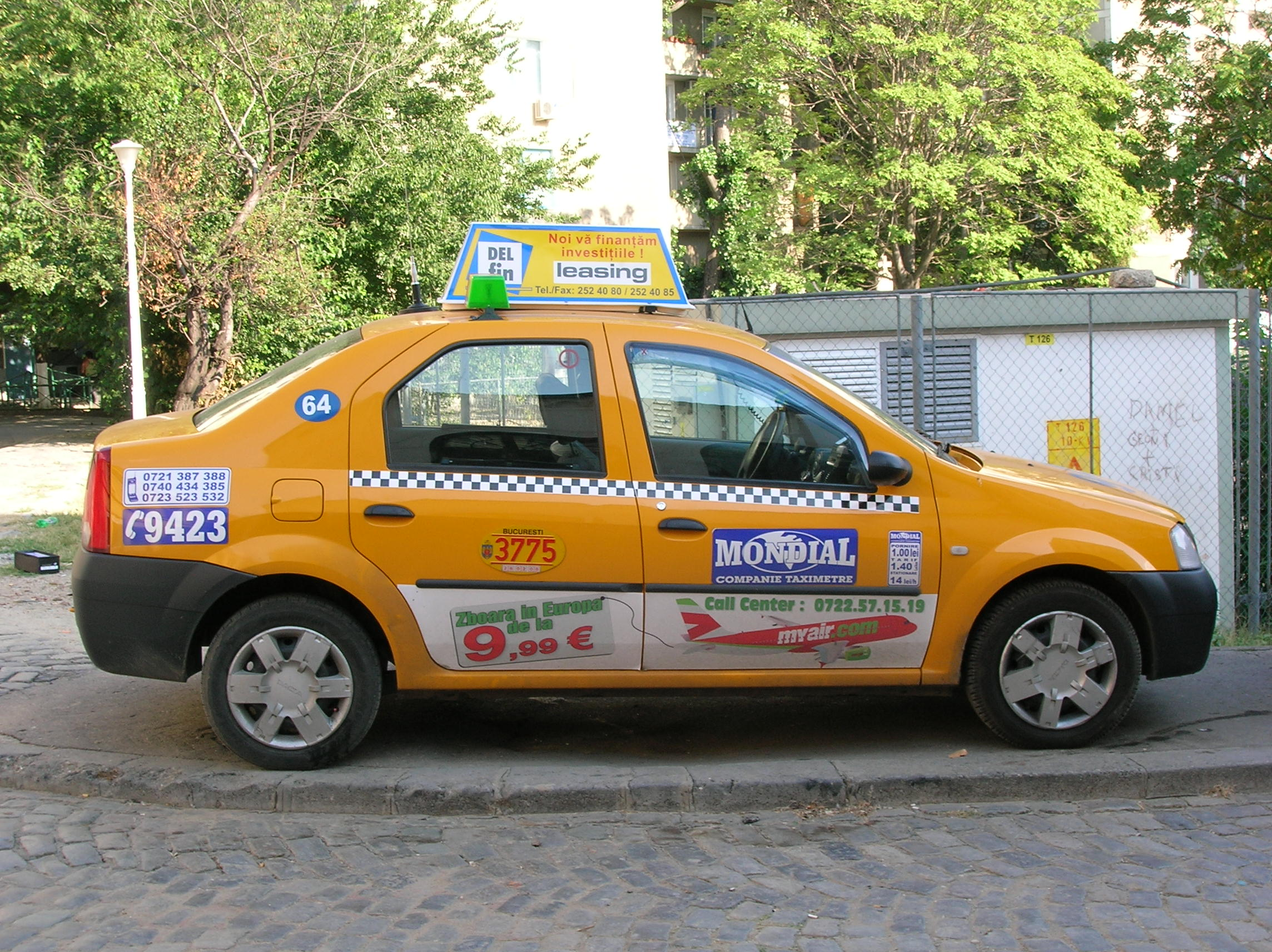
Taksówka w Bukareszcie
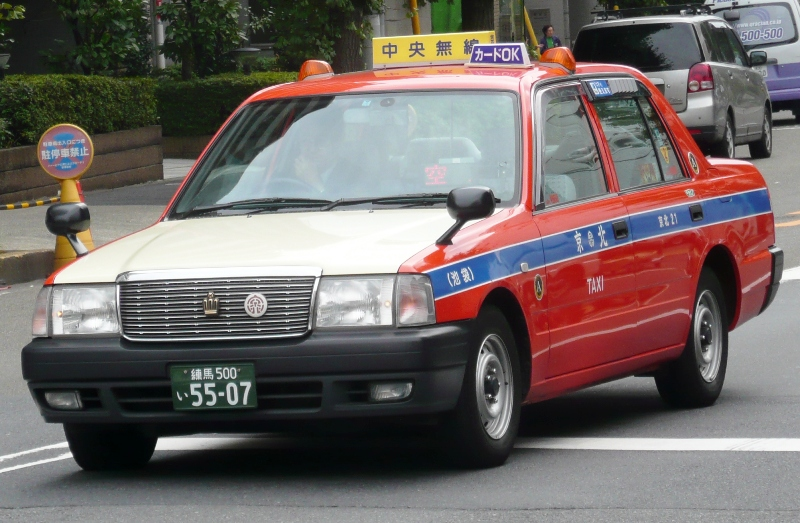
Taksówka w Tokio
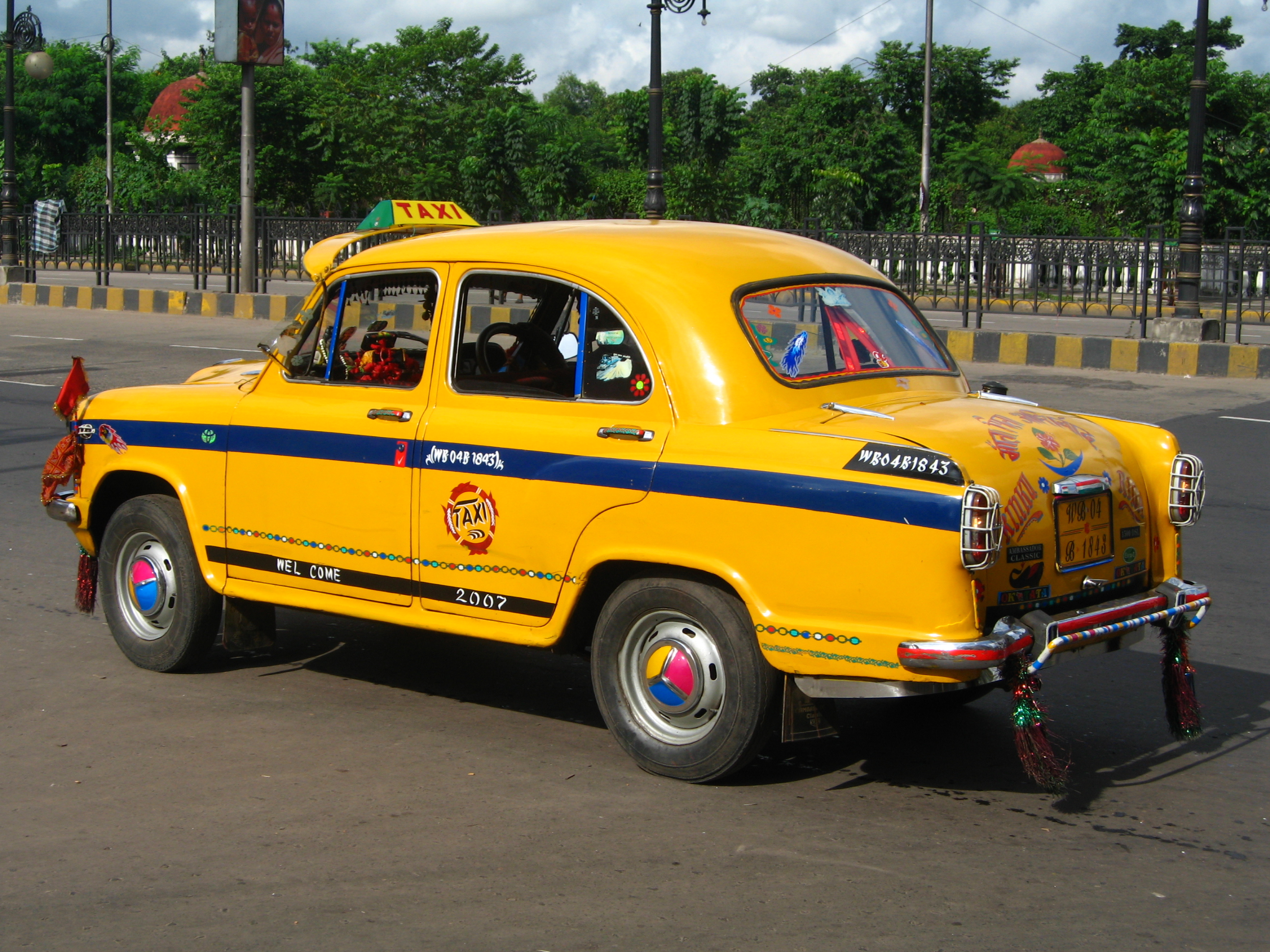
Taksówka w Indiach
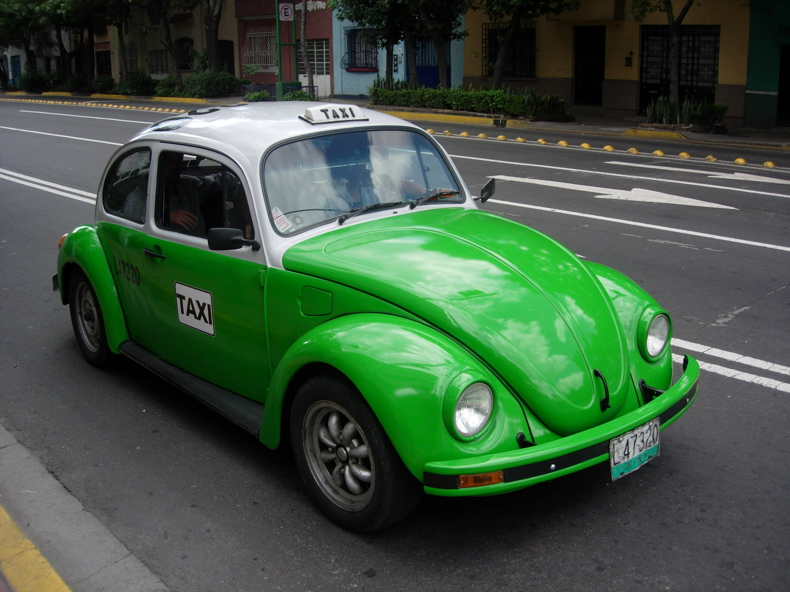
Taksówka w Meksyku
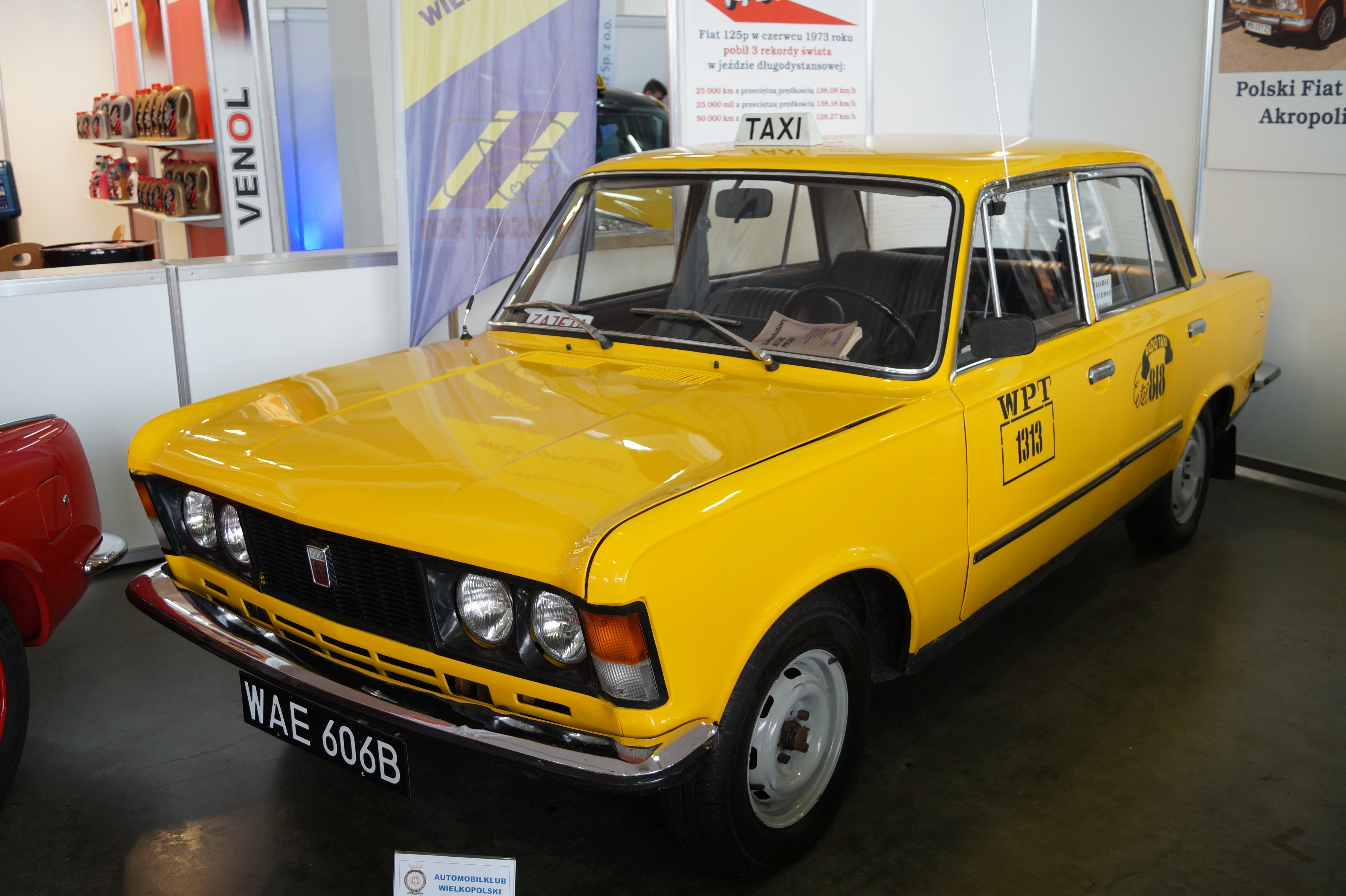
Polski Fiat 125p, typowa taksówka późnego PRL
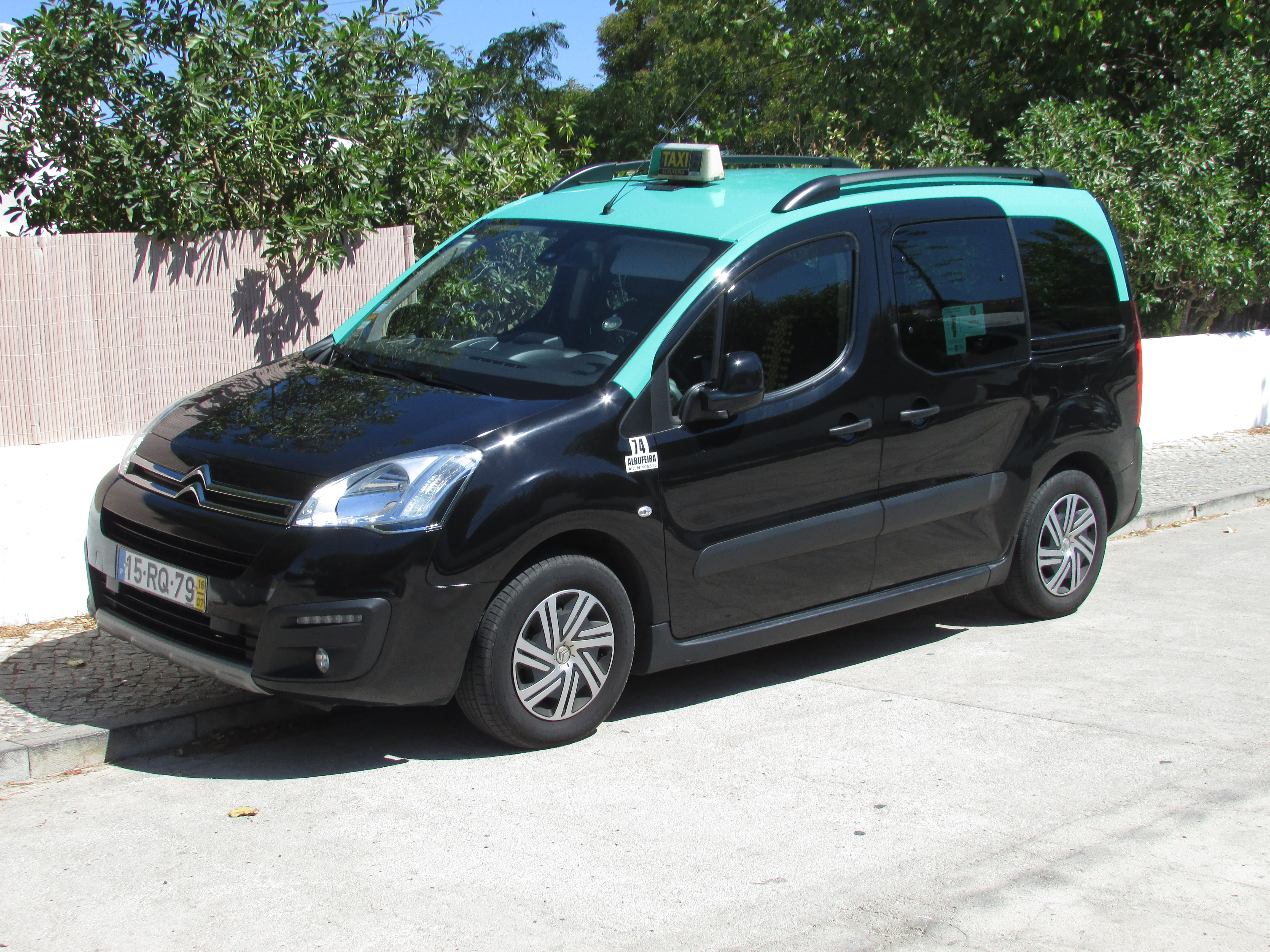
Taksówka w Lizbonie
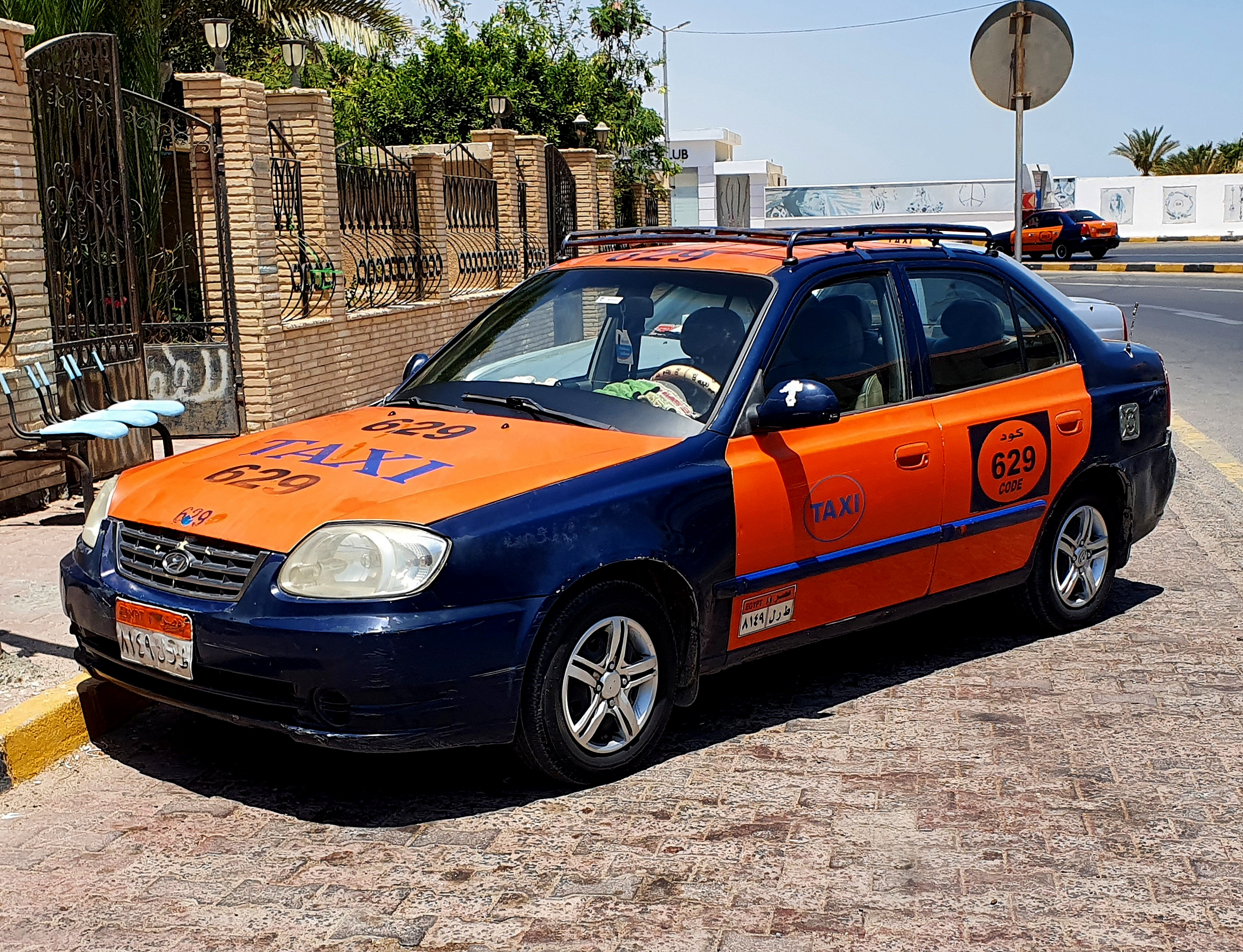
Taksówka w Hurghadzie